# André Leducq
André Raymond Leducq, född 27 februari 1904 i Saint-Ouen-sur-Seine, död 18 juni 1980 i Marseille, var en fransk professionell tävlingscyklist.
Leducq vann världsmästerskapet i landsvägscykling för amatörer 1924, blev professionell samma år och 1928 tvåa i Tour de France, som han sedan vann 1930 och 1932 (totalt vann han 25 etapper i Touren på sina nio starter under karriären). Bland hans övriga segrar kan nämnas Paris–Roubaix 1928, Paris–Tours 1931, Critérium International 1933 och Critérium des As 1934. Leducq torde ha varit Frankrikes mest populäre tävlingscyklist under 1920- och 1930-talen.